# Ганди, Фероз
Фероз Ганди (хинди फिरोज गांधी, гудж. ફિરોઝ ગાંધી, англ. Feroze Jehangir Gandhi; 12 сентября 1912, Бомбей, Британская Индия — 8 сентября 1960, Нью-Дели, Индия) — индийский публицист, журналист, политик, супруг Индиры Ганди и отец Раджива и Санджая Ганди.

## Биография
Фероз Джехангир Ганди родился в семье парса Фаредуна Джехангира Ганди, инженера-судостроителя, сотрудника компании Killick-Nixon. Фероз не был родственником знаменитого Махатмы Ганди, индуса из варны вайшьев. И, строго говоря, изначально не являлся даже его однофамильцем. Ибо при сходном звучании, их фамилии имели разную латинскую транскрипцию:
- Mohandas Karamchand Gandhi и
- Feroze Jehangir Ghandy.

Фаредун Джехангир Ганди был уроженцем Южного Гуджарата, переселившимся в Бомбей. Он скончался около 1920 года. После чего вдова с детьми переехала в Аллахабад, где проживала её незамужняя сестра Ширин Комиссариат. Она взяла на воспитание племянника, когда тот стал круглым сиротой. В Аллахабаде Фероз окончил Высшую школу Виджамандира (Vidya Mandir High School) и Христианский колледж Юинга (Ewing Christian College). В 1930 году, 18 лет от роду, Фероз подключился к борьбе за независимость Индии от Британской короны. Тогда же он начал подписывать англоязычные документы как «Gandhi», а не «Ghandy», то есть именно так, как Махатма.
Во время обучения в Лондонской школе экономики Фероз сблизился с Индирой Неру — дочерью Джавахарлала Неру. В марте 1942 года они поженились. Следует отметить, что Индира и Фероз вступили в брак, пренебрегая кастовыми и религиозными барьерами, поскольку межкастовые браки считались ортодоксальными индусами святотатством по отношению к древним законам Ману. Индира взяла себе фамилию «Ганди».
В первые полгода супружества, во время движения за свободную Индию, Фероз и Индира были арестованы британскими властями и провели некоторое время в тюрьме. По выходе на свободу поселились в Аллахабаде, где Фероз издавал основанную тестем газету The National Herald.
В 1952 году на первых в Индии парламентских выборах Фероз Ганди при поддержке супруги получил место в парламенте. Он критиковал правительство тестя и разоблачал коррупцию в руководстве Индии. В 1958 году после инфаркта отошёл от политической деятельности. Умер от второго инфаркта.